# Почётные граждане Переславля
Почётный гражданин г. Переславля-Залесского — звание, которое присуждается городской думой города Переславля-Залесского. Учреждено 7 августа 1996 года решением Переславль-Залесской городской думы.

## Список по годам
1993. Сергей Фёдорович Харитонов. Александр Степанович Малышев. 9 июня. Валентин Павлович Вейнгарт.
Год? Абрам Иосифович Лифшиц.
1995. Иван Борисович Пуришев.
1996, 1 августа. Антонина Сергеевна Агрикова. Альфред Карлович Айламазян. Павел Васильевич Соболев.
Год? Вадим Трифонович Лыков.
Год? Иван Филиппович Анюховский.
1998. Иван Андреевич Беляков.
2001. Николай Дмитриевич Шилов.
Год? Анатолий Андреевич Сергеев.
2002. Татьяна Антоновна Юзвюк. Виктор Иванович Тырышкин.
2007, 23 июля. Евгений Алексеевич Мельник. Игорь Александрович Кручинин.
2008, 14 июля. Валентин Феликсович Войно-Ясенецкий. Владимир Николаевич Савинов.

## Список по алфавиту
- Агрикова, Антонина Сергеевна (1915—?).

Заслуженный учитель школ РСФСР (1966). Заведующая гороно. Депутат городского совета.
- Айламазян, Альфред Карлович (1936—2003).

Доктор технических наук, профессор, основатель Института программных систем РАН.
- Анюховский, Иван Филиппович (1939).

Председатель совета директоров ОАО «Компания Славич».
- Беляков, Иван Андреевич (1932—2003).

Священник Покровской церкви.
- Вейнгарт, Валентин Павлович (1937).

Директор треста «Переславльстрой». Заслуженный строитель России.
- Войно-Ясенецкий, Валентин Феликсович (1877—1961).

Русский хирург и духовный писатель, епископ Русской Православной Церкви, лауреат Сталинской премии по медицине.
- Кручинин, Игорь Александрович (1931).

Педагог, краевед, журналист.
- Лифшиц, Абрам Иосифович (1917—2001).

Заведующий инфекционной больницей. Отличник здравоохранения. Заслуженный врач РФ. Человек, чей врачебный талант стал легендой.
- Лыков, Вадим Трифонович.

Генеральный директор ОАО «Строитель».
- Малышев, Александр Степанович.

Директор фабрики «Новый мир».
- Мельник, Евгений Алексеевич (1954).

Мэр Переславля в 1996—2008 годах. Кандидат экономических наук.
- Пуришев, Иван Борисович (1930).

Архитектор-реставратор, писатель.
- Савинов Владимир Николаевич.

Главный хирург Переславской больницы. Заслуженный врач России.
- Сергеев, Анатолий Андреевич.

Начальник СУ-1.
- Соболев, Павел Васильевич (1909—1999).

Директор текстильной фабрики «Красное эхо». Секретарь горкома КПСС. Историк, автор воспоминаний.
- Тырышкин, Виктор Иванович (1953).

Глава строительной корпорации «ВИТ». На личные средства построил собор в Никольском монастыре и восстановил другие постройки.
- Харитонов, Сергей Фёдорович (1897—1992).

Лесовод, создатель Переславского дендросада.
- Шилов, Николай Дмитриевич (1946).

Директор химического завода ЛИТ. Академик Международной академии информатизации. Почётный химик. Изобретатель.
- Юзвюк, Татьяна Антоновна (1953).

Директор вышивальной фабрики «Новый мир».